# ティン・トイ
『ティン・トイ』（原題：Tin Toy）は、ピクサー・アニメーション・スタジオが製作した短編アニメーション映画である。1988年にSIGGRAPHで公開され、第61回アカデミー賞短編アニメ賞を受賞した。後の長編映画『トイ・ストーリー』の原型となった作品としても知られる。2003年、アメリカ国立フィルム登録簿に登録。

## あらすじ
ブリキの楽隊人形ティニーは赤ん坊ビリーの部屋にやって来た。最初は子供と遊ぶことを心待ちにしていたティニーだったが、おもちゃを乱暴に扱うビリーに驚き、ビリーに遊ばれることに恐れをなして追いかけ回されソファの下へと逃げ込む。そこには同じくビリーから逃れた他のおもちゃ達が隠れていた。ティニーを追いかけたビリーは転んで大泣きしてしまい、それを見たティニーは仕方なくビリーをあやそうとする。

## 登場キャラクター
ティニー（Tinny）
ブリキ製の楽隊人形。手にはアコーディオンを持ち、背中にはスネアドラム、シンバルを付けている。中盤でソファの下に隠れ、ビリーをあやそうとしていた。
『トイ・ストーリー4』では元電気スタンドの羊飼いの少女の人形ボー・ピープの知り合いの1人として登場している（下記のトリビアを参照）。
ビリー（Billy）
人間の赤ん坊。序盤でおもちゃの投げ輪に涎を垂らし、おもちゃのボールネックレスを投げていた。中盤で転んで泣き出すが、ティニーのおかげで泣き止んだ。

## トリビア
- 本作はCG映画として初めてアカデミー賞を受賞した作品である。また、アカデミー賞を受賞した最初のピクサー作品でもある。
- ビリーのモデルは、制作当時、赤ん坊であった監督のジョン・ラセターの甥っ子である。
- 『トイ・ストーリー2』では、ハムが玩具店『アルのトイバーン』のCMを探しながら高速でテレビチャンネルを変えている際、テレビに一瞬だけ映る。
- 短編『リフテッド』（『レミーのおいしいレストラン』の同時上映作品）では、舞台となる家の床にティニーが置かれている。
- 『トイ・ストーリー3』では、保育園『サニーサイド』のイモムシ組に子供達が入って来る際、棚の下に隠れるおもちゃ達（リメイクされている）がカメオ出演している。
- 『トイ・ストーリー4』では、ティニーがアンティークショップ『セカンド・チャンス・アンティーク』のおもちゃとして登場している。